# Atherimorpha crassitibia
Atherimorpha crassitibia är en tvåvingeart som beskrevs av Akira Nagatomi 1990. Atherimorpha crassitibia ingår i släktet Atherimorpha och familjen snäppflugor. Inga underarter finns listade i Catalogue of Life.